# ويلبر كوبر
ويلبر كوبر (بالإنجليزية: Wilbur Cooper) هو لاعب كرة قاعدة أمريكي، ولد في 24 فبراير 1892، وتوفي في 7 أغسطس 1973 في إنسينو ‏ في الولايات المتحدة.

## وصلات خارجية
- ويلبر كوبر على موقعبيزبول رفرنس.كوم (الدوري الرئيسي) (الإنجليزية)
- ويلبر كوبر على موقعبيزبول رفرنس.كوم (الدوري الثانوي) (الإنجليزية)